# Hiesberg (Nibelungengau)
Der Hiesberg ist ein Höhenrücken im Bezirk Melk, der in west-östlicher Richtung verläuft. Am höchsten Punkt erreicht er eine Höhe von 558 m ü. A.

## Geografie
Dieser etwa 8 km lange Bergrücken reicht von Anzendorf (Gemeinde Schollach) im Osten bis nach Mannersdorf bei Zelking im Westen. Er wird im Norden vom Donautal und im Süden von der Mank und der Melk begrenzt. Der Hiesberg ist größtenteils mit Mischwald bewachsen. Zwei erwähnenswerte Gewässer entspringen am Hiesberg: Der Weichselbach und der Greinbach. Der Weichselbach mündet bei Gassen in die Mank, der Greinbach bei Melk in die Donau.

## Etymologie
Sein Name leitet sich von der Hiesburg am Nordabhang des Bergrückens in der Nähe von Rosenfeld ab. Diese gehörte dem Geschlecht der Hirzperger, das im Jahre 1160 erstmals urkundlich erwähnt wurde.

## Wirtschaftliche Bedeutung

### Historisch
Bereits in der Jungsteinzeit wurde der am Hiesberg vorkommende Serpentinit für Steinwerkzeuge genutzt. Funde von Lochäxten, Steinbeilen und Flachbeilen um Loosdorf belegen eine jungsteinzeitliche Besiedelung des Gebiets. Erwähnenswert ist in diesem Zusammenhang auch noch der Hiesberger Marmor.

### Aktuell
Aktuell wird der Hiesberg in erster Linie forstwirtschaftlich genutzt. Eine weitere Nutzung erfolgt durch den Abbau von Quarzsand an den östlichen Ausläufern des Hiesberges. So werden in Loosdorf Porenbetonbauteile der Marke Ytong gefertigt, die zu ca. 40 Gewichtsprozent aus Quarzsand bestehen. Der dafür benötigte Quarzsand wird am Hiesberg in Anzendorf abgebaut.

## Sehenswürdigkeiten

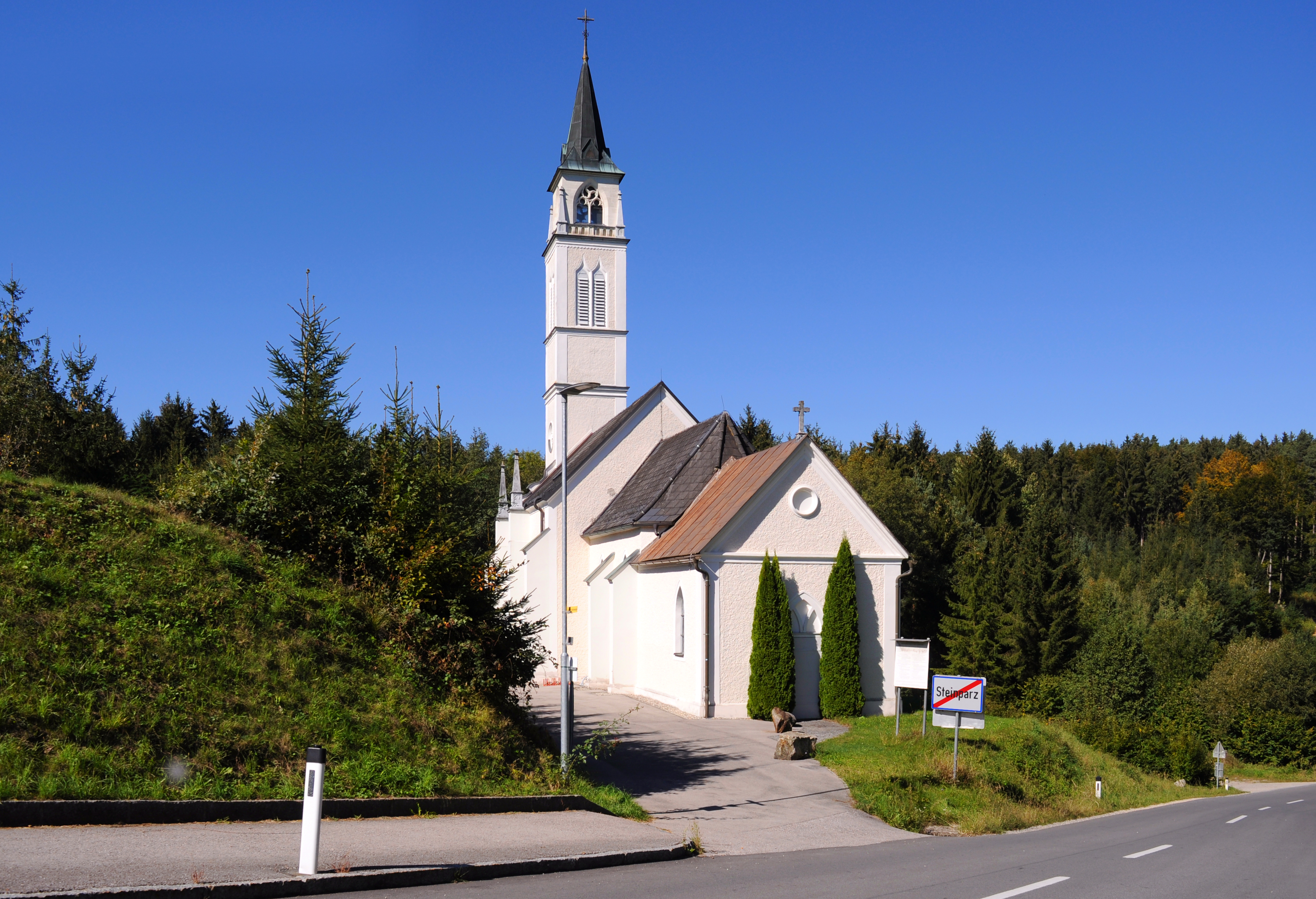
Wallfahrtskirche Maria Steinparz

### Schallaburg
Die Schallaburg, eigentlich ein Renaissanceschloss, ist am östlichen Ende des Hiesberges gelegen. Es ist seit Jahren ein beliebtes Ausflugsziel und zieht durch das integrierte Ausstellungszentrum seit Jahren konstant mehr als 100.000 Besucher an. Die Schallaburg ist im Besitz des Landes Niederösterreich.

### Wallfahrtskirche Maria Steinparz
Ca. 2 Kilometer südlich der Schallaburg liegt die Wallfahrtskirche Maria Steinparz. Schon lange vor der Errichtung der Kirche wurde an dieser Stelle im Wald ein Bildbaum verehrt. 1857 entstand die erste gemauerte Kapelle, die im Laufe der Jahre immer weiter ausgebaut wurde. Im Jahre 2007 wurde die Wallfahrtskirche zuletzt renoviert und wird alljährlich von ca. 30 Wallfahrergruppen und vielen Einzelpilgern besucht.

## Wanderwege
Über den Hiesberg führt der Nord-Süd-Weitwanderweg vom Nebelstein nach Eibiswald.